# Rhynchospora palustris
Rhynchospora palustris är en halvgräsart som beskrevs av Johann Otto Boeckeler. Rhynchospora palustris ingår i släktet småag, och familjen halvgräs. Inga underarter finns listade i Catalogue of Life.